# Batagur kachuga
La tartaruga rugosa rosso-coronata (Batagur kachuga Gray, 1831) è una rarissima specie di tartaruga della famiglia dei Geoemididi.

## Descrizione
Carapace piuttosto convesso che raggiunge nelle femmine adulte i 560 mm; nei maschi fino a 300 mm. Negli immaturi evidente carena vertebrale e margine posteriore crenato. Al termine della stagione delle piogge i maschi assumono una vistosa colorazione della testa: una larga banda rossa si allunga dalle narici, passando tra gli occhi e diramandosi, all'altezza della nuca, in 6 strisce che decorrono quasi parallelamente lungo il collo biancastro; la testa è gialla con due bande nerastre orbitali e mascellari.

## Distribuzione e habitat
La specie è diffusa in Asia meridionale, tra l'India nord-orientale (Bihar, Madhya Pradesh, Punjab, Uttar Pradesh, Bengala Occidentale), il Nepal e il Bangladesh. Popola le acque dolci e profonde del bacino del Gange.

## Biologia
È una specie erbivora e prevalentemente acquatica, sebbene si avventuri sulle sponde fluviali per la termoregolazione o in occasione della nidificazione. Le femmine, infatti, depongono 10-30 uova tra marzo e aprile in uno o più nidi scavati nella sabbia.

## Conservazione
Negli ultimi decenni molte popolazioni di B. kachuga sono andate incontro a un drastico e rapido declino causato da un insieme di fattori, tra i quali spiccano l'inquinamento e la frammentazione dell'habitat. Il commercio, il bycatch e il consumo alimentare concorrono costantemente nel minacciare la sopravvivenza di questa rara specie.